# Fabio Berardi
Fabio Berardi, (Borgo Maggiore, 26 de mayo de 1959) es un político sanmarinense. Fue capitán regente de San Marino del 1 de abril hasta el 1 de octubre de 2001 junto con Luigi Lonfernini y nuevamente desde el 1 de octubre de 2016 hasta el 1 de abril de 2017 junto con Marino Riccardi.